# Michael Massimino
Michael James Massimino (ur. 19 sierpnia 1962 w Nowym Jorku, USA) – amerykański inżynier, astronauta.

## Wykształcenie oraz praca zawodowa
- 1980 – w Nowym Jorku ukończył szkołę średnią (H. Frank Carey High School).
- 1984 – został absolwentem Columbia University i uzyskał licencjat z inżynierii przemysłowej.
- 1984–1986 – był pracownikiem koncernu IBM.
- 1986–1992 – kontynuował naukę w Massachusetts Institute of Technology (MIT). Podczas letnich praktyk Massimino pracował jako inżynier: w 1987 w kwaterze głównej NASA, w 1988 w Centrum Lotów Kosmicznych imienia George’a C. Marshalla, a rok później w niemieckim centrum badań aerokosmicznych (DLR) w Oberpfaffenhofen(inne języki). W 1988 uzyskał tytuł magistra budowy maszyn oraz technologii i zarządzania. Dwa lata później otrzymał tytuł inżyniera-mechanika. W 1992 obronił doktorat z budowy maszyn.
- 1992 – po ukończeniu MIT rozpoczął pracę w firmie McDonnell Douglas Aerospace w Houston, stan Teksas.
- 1992–1995 – pracował na Wydziale Mechaniki i Materiałoznawstwa Rice University (Teksas).
- 1995–1996 – został adiunktem School of Industrial and Systems Engineering (szkoła inżynierii przemysłowej i systemów) na Georgia Institute of Technology. Zajmował się m.in. interfejsami człowiek-maszyna dla systemów lotniczych i kosmicznych.

## Kariera astronauty i praca w NASA
- 1994 – po raz pierwszy próbował dostać się do korpusu astronautów NASA. Był w grupie 122 kandydatów, których poddano szczegółowym testom medycznym w Centrum Lotów Kosmicznych imienia Lyndona B. Johnsona. Ostatecznie jego kandydatura została wtedy odrzucona.
- 1996 – 1 maja został członkiem korpusu astronautów NASA. Znalazł się w grupie NASA 16(inne języki) i rozpoczął podstawowe szkolenie.
- 1998 – w sierpniu zakończył szkolenie uzyskując uprawnienia specjalisty misji. Po kursie otrzymał przydział do wydziału zajmującego się robotyzacją (Robotics Branch). Później trafił do wydziału ds. działalności astronautów na zewnątrz statku kosmicznego (EVA Branch).
- 2000 – we wrześniu został specjalistą misji w załodze STS-109.
- 2002 – w marcu na pokładzie promu Columbia wziął udział w swoim pierwszym, 11-dniowym, locie kosmicznym. Po powrocie z misji kosmicznej rozpoczął pracę w Centrum Kierowania Lotem jako operator łączności (CapCom) oraz jako przedstawiciel Biura Astronautów w ogniwie zajmującym się programem EVA w Centrum Lotów Kosmicznych imienia Lyndona B. Johnsona.
- 2006 – 31 października został wyznaczony do załogi STS-125, ostatniej misji serwisowej teleskopu Hubble’a (HTS). Lot był zaplanowany na październik 2008.
- 2009 – w dniach 11–24 maja na pokładzie wahadłowca Atlantis odbył 12-dniową misję kosmiczną.

## Loty kosmiczne

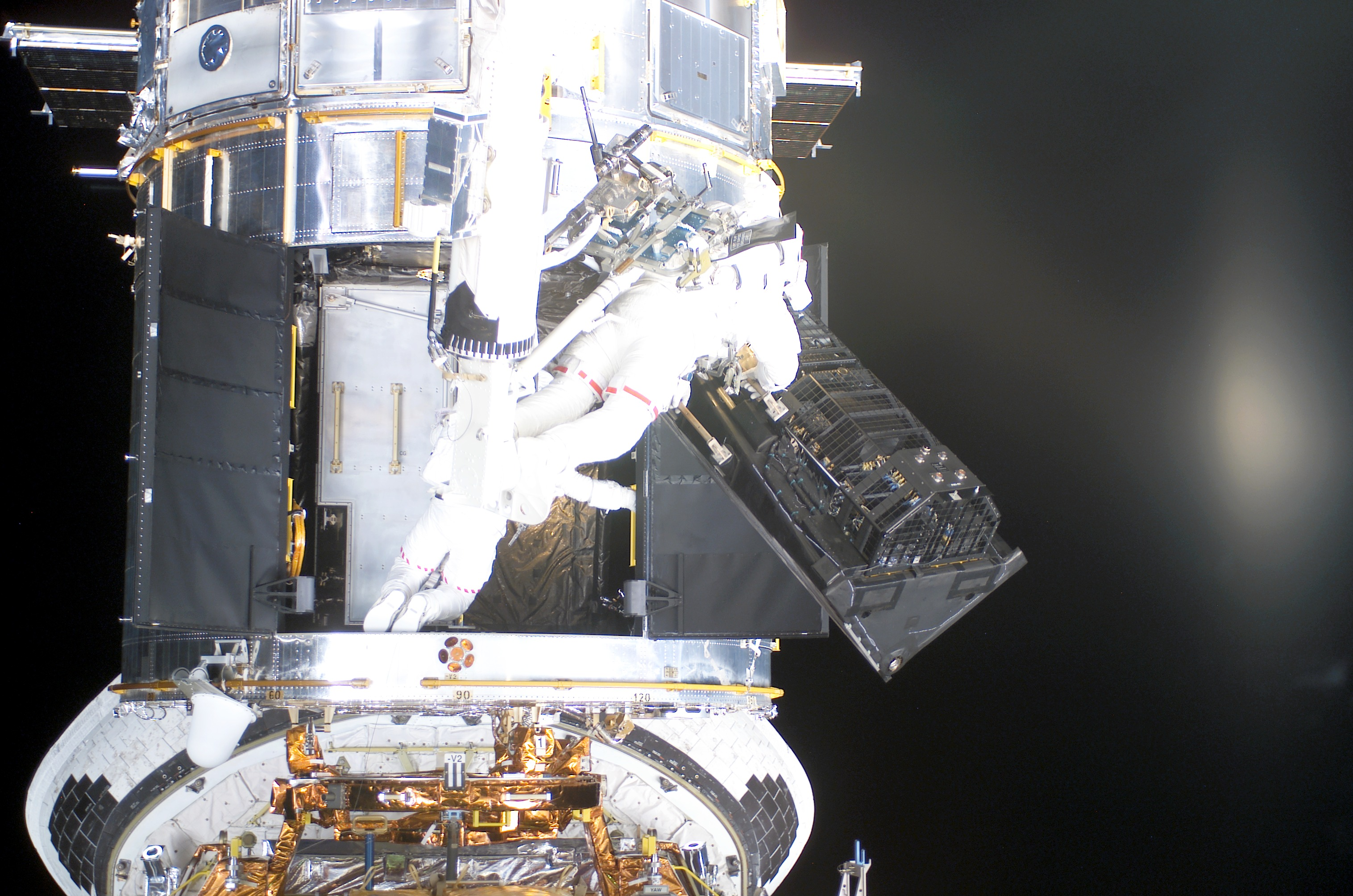
Massimino i Newman podczas instalowania kamery ACS

- STS-109 (Columbia F-27);

Do swojej pierwszej misji kosmicznej Massimino wystartował 1 marca 2002. Podczas lotu pełnił funkcję specjalisty misji (MS-5). Wyprawą dowodził Scott D. Altman. Udział w niej wzięli również: pilot – Duane G. Carey, John M. Grunsfeld (MS-1), Nancy J. Currie (MS-2), Richard M. Linnehan (MS-3) oraz James H. Newman (MS-4). Celem lotu było przechwycenie na orbicie teleskopu Hubble’a i umieszczenie go w ładowni promu, aby wykonać niezbędne prace remontowe. Na platformę serwisową ładowni HTS trafił 3 marca. Massimino dwukrotnie (5 i 7 marca) wychodził na zewnątrz Columbii. Za każdym razem towarzyszył mu J. Newman. Podczas tych wyjść w otwartą przestrzeń kosmiczną astronauci wymienili m.in.: jeden z paneli baterii słonecznych teleskopu, zainstalowali urządzenie kontrolujące system chłodzenia NICMOS, a także umieścili na satelicie nowa kamerę ACS (Advanced Camera for Surveys). W sumie obaj pracowali poza wahadłowcem przez blisko 15 godzin. 9 marca teleskop został ponownie umieszczony na orbicie. Astronauci wylądowali na bieżni Centrum Kosmicznego im. Johna F. Kennedy’ego na Przylądku Canaveral 12 marca, po prawie 11 dniach lotu. Była to ostatnia udana misja Columbii przed katastrofą jaka miała miejsce 1 lutego 2003 podczas powrotu na Ziemię załogi misji STS-107.

## Nagrody i odznaczenia
- Medal za Lot Kosmiczny (NASA Space Flight Medal)
- dyplom FAI im. S.P. Korolowa przyznany załodze misji STS-109 (2002)
- Aviation Week & Space Technology 2002 Laurel Award przyznany zespołowo załodze STS-109
- Universal Astronaut Insignia za lot orbitalny (nr 411) – Stowarzyszenie Uczestników Lotów Kosmicznych (Association of Space Explorers(inne języki))[1]

## Wykaz lotów
| Loty kosmiczne, w których uczestniczył Michael J. Massimino  | Loty kosmiczne, w których uczestniczył Michael J. Massimino | Loty kosmiczne, w których uczestniczył Michael J. Massimino | Loty kosmiczne, w których uczestniczył Michael J. Massimino | Loty kosmiczne, w których uczestniczył Michael J. Massimino | Loty kosmiczne, w których uczestniczył Michael J. Massimino | Loty kosmiczne, w których uczestniczył Michael J. Massimino |
| Numer                                                        | Data startu                                                 | Statek kosmiczny                                            | Data lądowania                                              | Statek kosmiczny                                            | Funkcja                                                     | Czas trwania                                                |
| ------------------------------------------------------------ | ----------------------------------------------------------- | ----------------------------------------------------------- | ----------------------------------------------------------- | ----------------------------------------------------------- | ----------------------------------------------------------- | ----------------------------------------------------------- |
| 1                                                            | 1 marca 2002                                                | STS-109 Columbia F-27                                       | 12 marca 2002                                               | STS-109 Columbia F-27                                       | Specjalista misji (MS-5)                                    | 10 dni 22 godziny 9 minut i 51 sekund                       |
| 2                                                            | 11 maja 2009                                                | STS-125 Atlantis F-30                                       | 24 maja 2009                                                | STS-125 Atlantis F-30                                       | Specjalista misji                                           | 12 dni 21 godzin 38 minut i 9 sekund                        |
| Łączny czas spędzony w kosmosie – 23 dni 19 godzin 47 minut. |                                                             |                                                             |                                                             |                                                             |                                                             |                                                             |

## Ciekawostki
- Wystąpił w kilku odcinkach serialu Teoria wielkiego podrywu, grając samego siebie[3].
- W 2018 ukazała się książka „Spaceman. Jak zostać astronautą i uratować nasze oko na Wszechświat”ISBN 978-83-268-2618-4[4].
- Mike Massimino jest 411 człowiekiem, który poleciał w kosmos[4].
- Stał się pierwszym człowiekiem, który tweetował z kosmosu, i ostatnim, który pracował we wnętrzu teleskopu Hubble’a[4].